# Valentin Argeșanu
Valentin Argeșanu (n. 24 aprilie 1950) este un fost deputat român în legislatura 1992-1996 și în legislatura 1996-2000, ales în județul Olt pe listele partidului PNȚCD/PER. În legislatura 1996-2000, Valentin Argeșanu a fost membru în grupurile parlamentare de prietenie cu Republica Arabă Siriană și Republica Chile.  